# Ibrahim Gambari

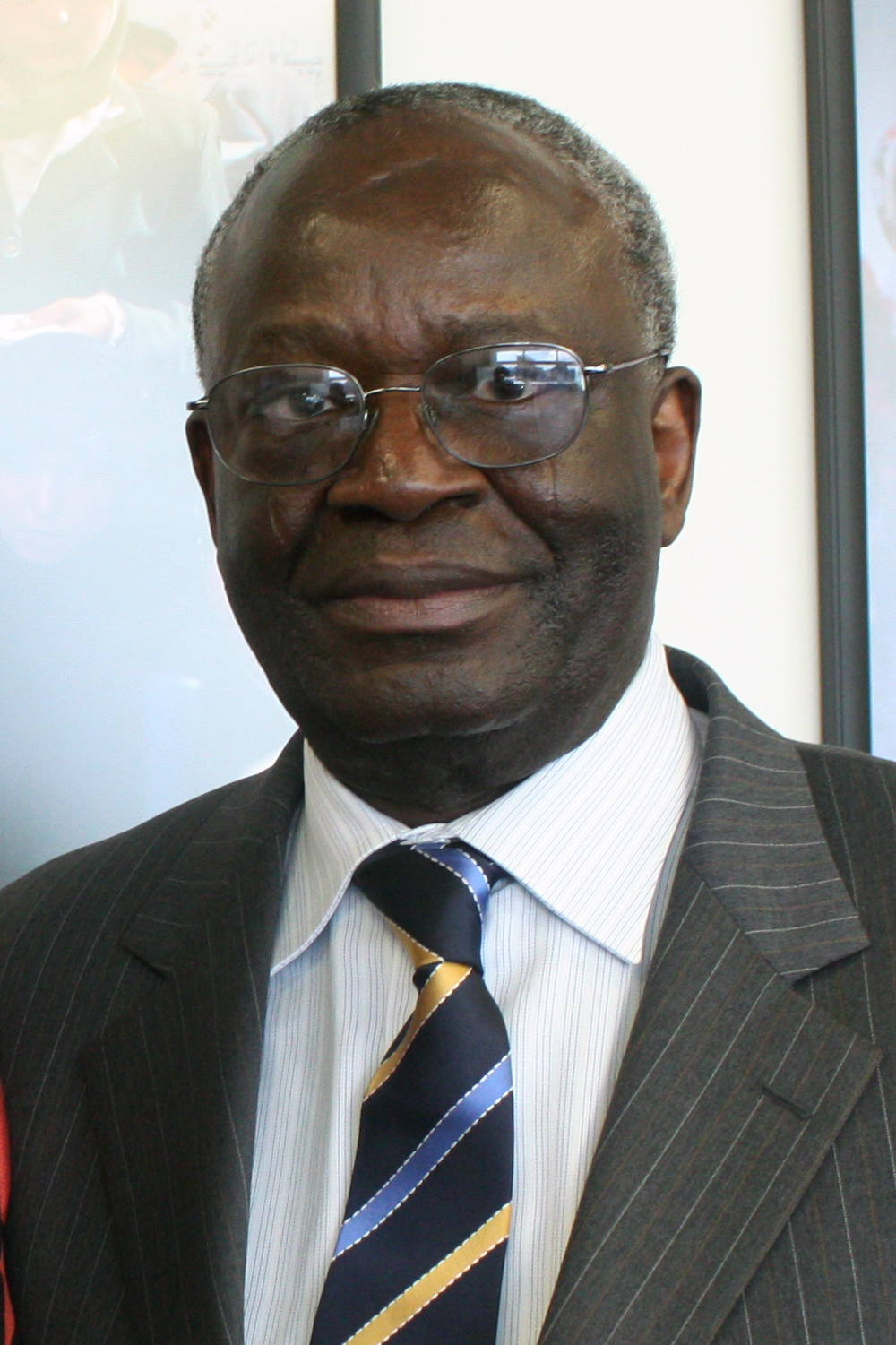
Ibrahim Gambari

Ibrahim Agboola Gambari (Ilorin, 24 november 1944) is een Nigeriaans politicoloog en diplomaat. Sinds 10 juni 2005 is hij ondersecretaris-generaal van de Verenigde Naties voor politieke aangelegenheden.
Gambari studeerde politieke wetenschappen aan de London School of Economics (bachelor) en aan de Columbia-universiteit (master). Hij was tussen 1969 en 1990 werkzaam aan diverse universitaire instellingen, met een onderbreking van december 1983 tot augustus 1985 toen hij onder de militaire dictator Muhammadu Buhari minister van Buitenlandse Zaken was.
Sinds 1990 is hij diplomaat, eerst als ambassadeur voor zijn eigen land bij de Verenigde Naties, vanaf 1999 in dienst van de VN zelf. Hij is werkzaam op het secretariaat van deze internationale organisatie.
In september 2007 bemiddelde Gambari namens de VN tijdens het oproer in Birma.